# Konarmeiski
Konarmeiski (en rus: Конарме́йский) és un poble (una possiólok) de l'óblast de Rostov, a Rússia, segons el cens rus del 2010 tenia 148 habitants. Pertany al districte de Proletarsk.